# Kozaćka Słoboda (obwód chersoński)
Kozaćka Słoboda (ukr. Козацька Слобода) – wieś na Ukrainie, w obwodzie chersońskim, w rejonie kachowskim, w hromadzie Wełyka Łepetycha. W 2001 roku liczyła 1583 mieszkańców.
W 2024 roku zmieniono nazwę miejscowości z Kniaze-Hryhoriwka na Kozaćka Słoboda.